# X86

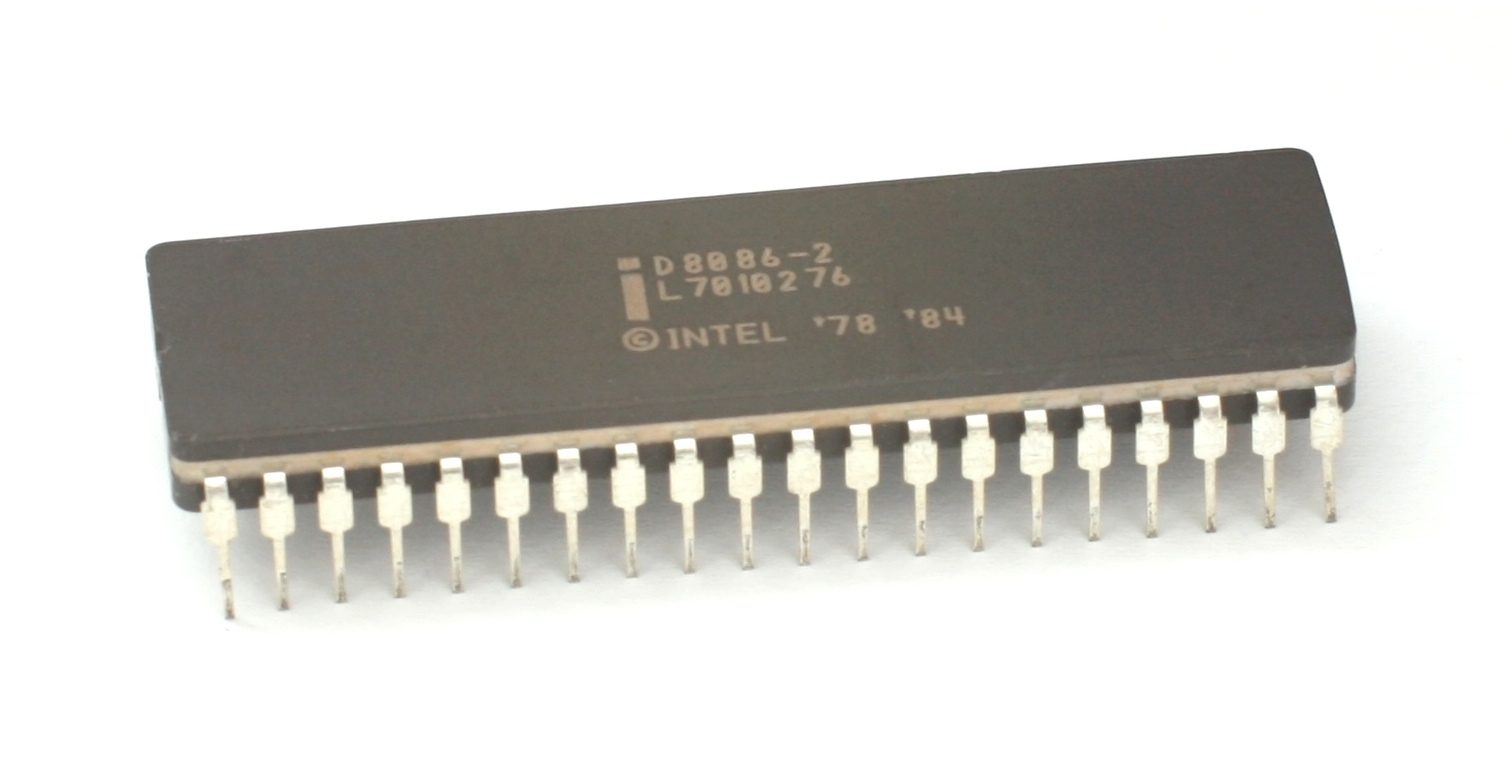
Procesor Intel i8086 în DIP-40.

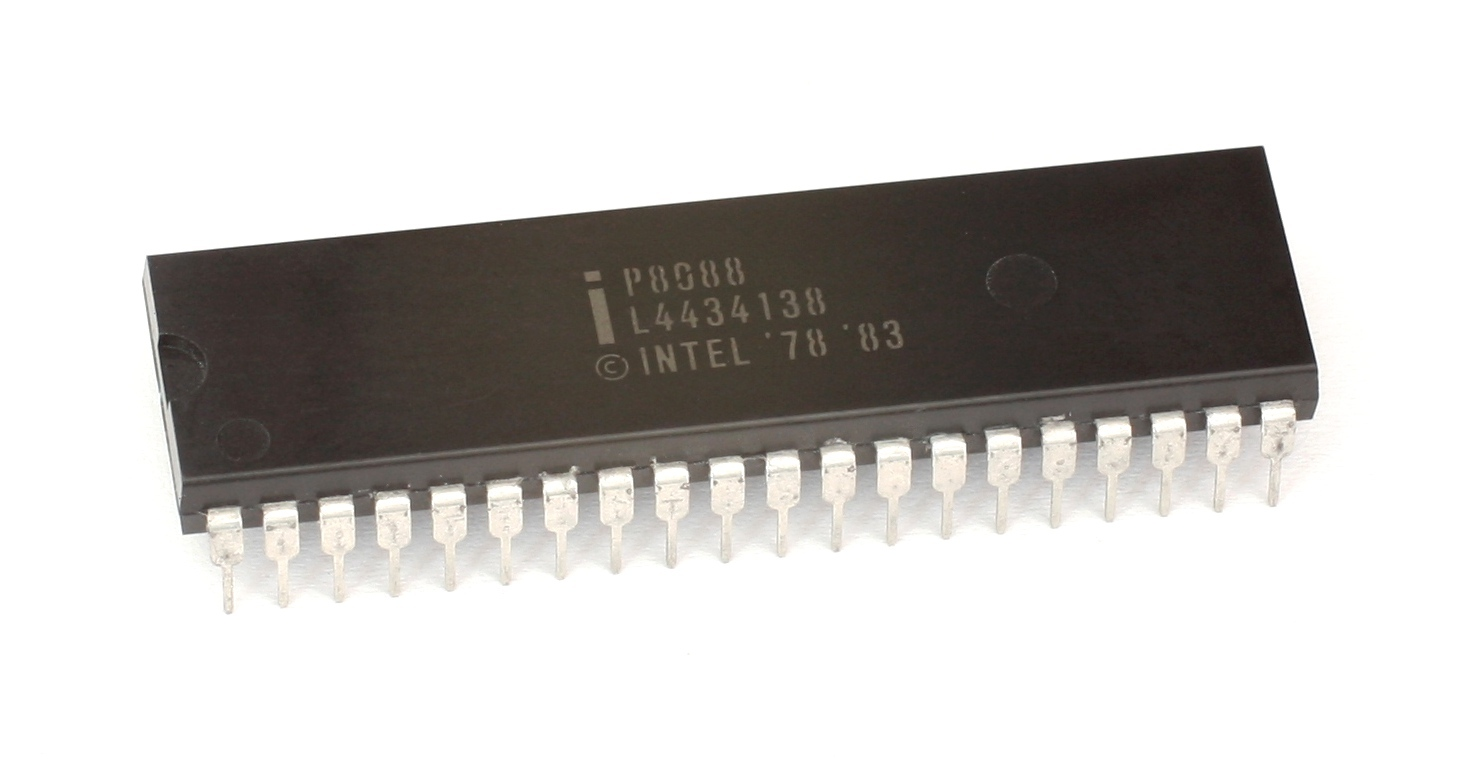
Intel i8088 are în comparație cu i8086 numai 8 biți și a fost utilizat în IBM PC.

x86 este abrevierea unei arhitecturi-microprocesor și de seturi de instrucțiuni  asociate, care sunt dezvoltate de producătorii de cipuri Intel și AMD.

## Istoric
Arhitectura x86 a fost lansată în 1978 cu primul CPU-16-bit Intel, modelul 8086, care urma să înlocuiască procesoarele mai vechi 8-bit 8080 și 8085. Deși inițial 8086 nu a avut succes, IBM a introdus primul PC în 1981, care a folosit o versiune redusă a modelului 8086, 8088, ca procesor. Datorită succesului enorm al PC-ului IBM și numeroaselor sale replici, așa-numitele PC-uri IBM compatibile, arhitectura x86 a ajuns, în decurs de câțiva ani, una dintre cele mai de succes arhitecturi de procesoare din lume și a rămas până astăzi așa.
În afară de Intel, alți furnizori au produs de-a lungul anilor procesoare compatibile x86 cu licențe, inclusiv Cyrix (acum VIA Technologies), NEC, UMC, Harris, TI, IBM, IDT și Transmeta. Cel mai mare producător Intel al procesoarelor compatibile x86 a fost și este încă compania AMD, care, alături de Intel, a devenit o forță motrice în dezvoltarea standardului x86.
Intel a dezvoltat modelul 8086 în 1978, la sfârșitul „erei” - 8 biți. În 1985, Intel a prezentat primul procesor x86 cu o arhitectură pe 32 de biți, modelul 80386. Astăzi această arhitectură este cunoscută sub numele de IA-32, deseori numită și arhitectura i386; este, ca să spunem așa, extensia seturilor de instrucțiuni de la 8086 și 80286 la 32 de biți, dar include pe deplin seturile lor de instrucțiuni. Era - 32 biți a fost cea mai lungă și mai profitabilă etapă din istoria x86 până acum, cu IA-32 - în mod semnificativ sub conducerea Intel - în continuă evoluție. Abia în anul 2003 a început pentru „era” 64 de biți (x86), de această dată la inițiativa AMD. Standardul de 64 de biți (x86) se numește AMD64 și a fost de asemenea preluat de Intel sub numele de Intel 64. Denumirea comună este x64 sau x86-64.
Arhitectura IA-64 utilizată de Intel în linia de produse Itanium nu are nimic de-a face cu IA-32, inclusiv x64. Este o dezvoltare nouă, care nu conține urme ale tehnologiei x86, cu excepția unei emulații x86 (numai în cea mai veche serie Itanium). În schimb, seria AMD64 este complet compatibilă cu aplicațiile de 32 și 16 biți.
Ca element nou a introdus segmentarea memoriei, depășind astfel bariera de adresare a celor 16 biți, caracteristică acestor modele.

## Denumire
Termenul „x86” derivă din faptul că și primii săi succesori aveau denumiri care se terminau în „86”. De-a lungul anilor setului de instrucțiuni x86 i-au fost adăugate multe completări și extensii, aproape în mod constant, cu deplină compatibilitate. Arhitectura a fost implementată în procesoare produse de companiile Intel, Cyrix, AMD, VIA și multe altele.